# Henryk Hirszenberg
Henryk Hirszenberg, właśc. Izrael Hersz Hirszenberg (ur. 7 czerwca 1885 w Łodzi, zm. 20 marca 1955 w Tel-Awiwie) – polski architekt, rysownik i ilustrator pochodzenia żydowskiego, współzałożyciel WiMa Łódź.

## Życiorys
Izrael Hersz Hirszenberg urodził się w Łodzi 7 czerwca 1885 roku jako syn Dawida Hirszenberga i Sary z Awnerów oraz młodszy brat malarzy – Samuela Hirszenberga i Leona Hirszenberga.
Na początku XX w. pracował w biurze Dawida Landego. Następnie przez 3 lata studiował architekturę w Monachium, co pozwala przypuszczać, że nie ukończył studiów, przypuszczalnie również pobierał nauki w Paryżu. W 1906 roku odbył służbę wojskową, natomiast przypuszcza się, że w latach 1906–1910 kontynuował lub uzupełniał studia. Po powrocie do Łodzi w 1911 roku zatrudnił się ponownie w biurze Dawida Landego. W latach 1911–1913 kierował pracami przy realizacji projektów swojego pracodawcy, takich jak kamienica przy ul. Piotrkowskiej 56 w Łodzi i al. Kościuszki 69 w Łodzi, a także przebudowa Grand Hotelu (przy współpracy z Markiem Feinem). W 1913 roku Hirszenberg wyjechał ponownie do Monachium, a następnie do Sankt Petersburga, gdzie rozpoczął studia w Cesarskiej Akademii Sztuk Pięknych, dzięki którym miał uzyskać uprawnienia architektoniczno-budowlane. Hirszenberg jednak i tym razem przerwał studia, a następnie wyjechał do Moskwy, gdzie podjął współpracę z rosyjskimi architektami – Fiodorem Schechtelem i Aleksiejem Szczusiewem oraz realizował budynki willi i kin.
Do Łodzi wrócił w 1921 roku przekraczając nielegalnie granicę polsko-bolszewicką, przypuszczalnie wraz z Karolem Hillerem. W 1922 roku dołączył do grupy artystycznej Srebrny Wóz, stworzonej przez Witolda Wandurskiego i Karola Hillera. Henryk od 1923 roku zaczął realizować się jako rysownik, brał też udział w konkursach architektonicznych, zdobywając nagrody, jednak jego projekty nie kończyły się realizacją. Dopiero w czerwcu 1925 roku Hirszenbergowi udało się zwyciężyć w konkursie, który przyniósł mu realizację projektu. Władze Rudy Pabianickiej zdecydowały się na realizację projektu gmachu szkolnego (którego realizację ukończono w 1928 roku). W 1925 lub 1926 roku Hirszenberg zaprojektował nagrobek dla zmarłego w 1924 roku lekarza Maksymiliana Cohna, który spoczywa na nowym cmentarzu żydowskim w Łodzi przy ul. Brackiej. Natomiast w latach 1929–1931 doszło do realizacji projektu Szpitala Kasy Chorych przy ul. Łagiewnickiej w Łodzi w stylu art déco, prawdopodobnie jednej z jego najbardziej rozpoznawalnych realizacji. Kolejna realizacja przebudowy architekta to przebudowa domu braci Ignatowiczów przy ul. Piotrkowskiej 97 w Łodzi z początku lat 30. XX w., architekt przebudował kamienicę w nurcie modernistycznym. W 1936 lub w 1937 roku Henryk Hirszenberg zaprojektował również stadion Klubu Sportowego Widzewska Manufaktura (Wi-MA) (którego był współzałożycielem), który po połączeniu w 1949 roku z RTS Widzew przeszedł w ręce tego klubu. Hirszenberg w 1937 roku wyjechał z rodziną do Palestyny, gdzie projektował domy mieszkalne w duchu modernistycznym. W latach 1949–1955 pracował w Wydziale Budownictwa Izraelskiego Ministerstwa Pracy, projektował wówczas domy dla imigrantów, szkoły i budynki użyteczności publicznej.

### Życie prywatne
Izrael Hersz Hirszenberg przed 1910 rokiem ożenił się z Olgą Rothe, starszą od siebie o 13 lat artystką rodem z Saksonii, absolwentką drezdeńskiej Akademii Sztuk Pięknych, dla której przeszedł na luteranizm, przyjmując chrzest w kościele pod wezwaniem Świętej Trójcy w Łodzi i zmieniając imię na Henryk. W 1910 roku urodziła się im córka Beatrycze (Beatrysa). W 1928 roku para rozwiodła się. W 1930 roku Henryk przeszedł ponownie na judaizm, wracając do imion „Izrael Hersz”, a następnie ożenił się z Belą Olszer, z którą miał córkę Ofrę (ur. 1932). Wraz z żoną i córką w 1937 roku osiedlił się w Tel-Aviwie, gdzie zmarł 20 marca 1955 roku.

## Konkursy
- na projekt gimnazjum żeńskiego w Lipawie na Łotwie (1906) – współautor Marek Fein – I nagroda,
- na projekt domu Towarzystwa Wzajemnego Kredytu we Włocławku (1910) – współautor M. Fein – I nagroda,
- na projekt Sankt-Petersburskiego Międzynarodowego Banku Handlowego w Jekaterynosławiu (1910) – współautor M. Fein – II nagroda,
- na projekt pałacu Würglera w Kijowie (1914) – III nagroda,
- na gmach Kasy Chorych na Chojnach w Łodzi (1925) – II nagroda,
- na siedzibę szkoły na Brusie w Łodzi (1925) – współautor Adolf Fischer – III nagroda;
- na siedzibę seminarium nauczycielskiego przy ulicy Wysokiej w Łodzi (1925) – współautor A. Fischer – III nagroda,
- na gmach szkolny w Rudzie Pabianickiej (1925) – I nagroda,
- na gmach BGK i MRP w Warszawie (1927) – współautorzy: Stanisław Cygier, Michał Baldyngier – zakup II[3].

## Ważniejsze realizacje
- Gimnazjum i Liceum Związku Nauczycielstwa Polskiego, ul. Scaleniowa 6, Łódź (Ruda Pabianicka) (1925-1928),
- nagrobek Maksymiliana Cohna na cmentarzu żydowskim w Łodzi (1925 lub 1926),
- budynek Kasy Chorych, ul. Łagiewnicka, Łódź (1929-31),
- dom braci Ignatowiczów, ul. Piotrkowska 97, Łódź (I poł. lat 30. XX w.)[3],
- Stadion Wi-Ma Łódź (1936 lub 1937).